# Borgata Salomone
Borgata Salomone is een plaats (frazione) in de Italiaanse gemeente Roppolo.